# Spria, Bacău
Spria (în trecut, Spria de Jos) este un sat în comuna Colonești din județul Bacău, Moldova, România.